# Stazione di Tonomi
La stazione di Tonomi (富海?, Tonomi-eki) è una fermata ferroviaria situata nella città di Hōfu, nella prefettura di Yamaguchi in Giappone. Si trova lungo la linea principale Sanyō della JR West.

## Linee e servizi
JR West
■ Linea principale Sanyō

## Caratteristiche
La fermata è dotata di due marciapiedi laterali con due binari in superficie collegati da sovrappassaggio.
| 1 | ■ Linea principale Sanyō | per Hōfu e Shin-Yamaguchi |
| 2 | ■ Linea principale Sanyō | per Tokuyama e Yanai      |

## Stazioni adiacenti
| «                      | Servizio               | »                      |
| Linea principale Sanyō | Linea principale Sanyō | Linea principale Sanyō |
| ---------------------- | ---------------------- | ---------------------- |
| Heta                   | -                      | Hōfu                   |